# Liriomyza mikanivora
Liriomyza mikanivora är en tvåvingeart som beskrevs av Spencer 1973. Liriomyza mikanivora ingår i släktet Liriomyza och familjen minerarflugor.
Artens utbredningsområde är Venezuela. Inga underarter finns listade i Catalogue of Life.